# Bolesław Kazimierz Turzański
Bolesław Kazimierz Turzański (ur. 15 lutego 1913 w Kołomyi, zm. 11 września 2004 we Wrocławiu) – porucznik pilot Polskich Sił Powietrznych w Wielkiej Brytanii, kawaler Krzyża Srebrnego Orderu Wojennego Virtuti Militari.

## Życiorys
Pod koniec 1939 przedostał się do Anglii, gdzie otrzymał numer służbowy 782792 (angielski), P-2094 (polski) i po przeszkoleniu na sprzęcie brytyjskim został przydzielony do powstałego w sierpniu 1940 roku dywizjonu 306. Latał również w nocnym dywizjonie 307 (gdzie odniósł wszystkie swoje zwycięstwa) i w dywizjonie 303.

## Zwycięstwa powietrzne
Na liście Bajana figuruje na 58. pozycji z 4 zniszczonymi samolotami. Uznany za najskuteczniejszego polskiego nocnego myśliwca.
Chronologiczny wykaz zwycięskich walk powietrznych
Zestrzelenia pewne:
- Do-215 – 28/29 października 1941
- Do-215 lub Do 217 – 1/2 listopada 1941
- Do-217E-2 (1123 U5+EM z 4./KG 2[4]) – 1/2 listopada 1941
- Do-217 – 28/29 czerwca 1942

## Ordery i odznaczenia
- Krzyż Srebrny Orderu Virtuti Militari nr 9558[5]
- Krzyż walecznych (trzykrotnie)
- Medal Lotniczy (czterokrotnie)
- Polowa Odznaka Pilota
- brytyjski Distinguished Flying Cross